# 成都关羽墓
成都关羽墓，位于四川省成都市，建于三国蜀汉时期，是蜀汉政权为了祭祀关羽这位功臣而建的衣冠冢。

## 概况
成都关羽墓始建于蜀汉时期，为一衣冠冢。直到五代时，成都仍旧保留了关羽墓。